# O Amor Nunca Pode Acabar
Estamos Unidos Para Sempre é o quinto  extended play lançado pelos cantores portugueses José Malhoa e Ana Malhoa, lançado a 26 de junho de 1994. Foi certificado disco de ouro.

## Faixas
| N.º | Título                     | Compositor(es) | Duração |  |
| 1.  | "Com um Nó na Garganta"    | José Malhoa    | 3:45    |  |
| 2.  | "Que Pena"                 | José Malhoa    | 3:03    |  |
| 3.  | "Coisinha Linda"           | José Malhoa    | 4:06    |  |
| 4.  | "Calças Rasgadas"          | José Malhoa    | 3:39    |  |
| 5.  | "Um P'ra ti, Um P'ra mim"  | José Malhoa    | 2:45    |  |
| 6.  | "Sou Quase Mulher"         | José Malhoa    | 3:27    |  |
| 7.  | "Menino de Ninguém"        | José Malhoa    | 3:47    |  |
| 8.  | "O Amor Nunca Pode Acabar" | José Malhoa    | 4:54    |  |

## Vendas e certificações
| País / Certificadora | Certificação | Vendas |
| -------------------- | ------------ | ------ |
| Portugal AFP         | Ouro         | 26.000 |